# Lista de becos de Lisboa
Os becos de Lisboa perfazem um total de 153.
| Arruamento                                  | Freguesia(s)              | Homenageia                                                                            |
| ------------------------------------------- | ------------------------- | ------------------------------------------------------------------------------------- |
| Beco da Achada                              | Santa Maria Maior         |                                                                                       |
| Beco da Amendoeira                          | Santa Maria Maior         |                                                                                       |
| Beco da Amorosa                             | Beato                     |                                                                                       |
| Beco da Atafona                             | Santa Maria Maior         |                                                                                       |
| Beco da Barbadela                           | Santa Maria Maior         |                                                                                       |
| Beco da Bempostinha                         | Arroios                   |                                                                                       |
| Beco da Bica do Sapato                      | São Vicente               |                                                                                       |
| Beco da Bicha                               | Santa Maria Maior         |                                                                                       |
| Beco da Boavista                            | Misericórdia              |                                                                                       |
| Beco da Bolacha                             | Estrela                   | Fábrica de Bolacha e Biscoito de José Maria de Moira                                  |
| Beco da Bombarda                            | Arroios                   |                                                                                       |
| Beco da Botica                              | São Domingos de Benfica   |                                                                                       |
| Beco da Cardosa                             | Santa Maria Maior         |                                                                                       |
| Beco da Caridade                            | Santa Maria Maior         | Ermida de Nossa Senhora da Caridade                                                   |
| Beco da Corvinha                            | Santa Maria Maior         |                                                                                       |
| Beco da Cruz                                | Misericórdia              | Cruz Cristã                                                                           |
| Beco da Enfermaria                          | Belém                     |                                                                                       |
| Beco da Era                                 | São Vicente               |                                                                                       |
| Beco da Ferrugenta                          | Ajuda                     | Leonor Maria (padeira da Casa Real)                                                   |
| Beco da Formosa                             | Santa Maria Maior         |                                                                                       |
| Beco da Galheta                             | Estrela                   |                                                                                       |
| Beco da Guia                                | Santa Maria Maior         | Nossa Senhora da Guia                                                                 |
| Beco da Índia aos Anjos                     | Arroios                   | Índia                                                                                 |
| Beco da Laje                                | Santa Maria Maior         |                                                                                       |
| Beco da Lapa                                | Santa Maria Maior         |                                                                                       |
| Beco da Mestra                              | Carnide                   |                                                                                       |
| Beco da Mitra                               | Marvila                   |                                                                                       |
| Beco da Mó                                  | São Vicente               |                                                                                       |
| Beco da Moeda                               | Misericórdia              | Casa da Moeda                                                                         |
| Beco da Oliveira                            | Santa Maria Maior         |                                                                                       |
| Beco da Pedreira de Caneja                  | Campo de Ourique          |                                                                                       |
| Beco da Ré                                  | Belém                     |                                                                                       |
| Beco da Ricarda                             | Santa Maria Maior         |                                                                                       |
| Beco da Rosa                                | Misericórdia              |                                                                                       |
| Beco da Verónica                            | São Vicente               |                                                                                       |
| Beco das Atafonas                           | Santa Maria Maior         |                                                                                       |
| Beco das Barrelas                           | Santa Maria Maior         |                                                                                       |
| Beco das Beatas                             | São Vicente               |                                                                                       |
| Beco das Canas                              | Santa Maria Maior         |                                                                                       |
| Beco das Cruzes                             | Santa Maria Maior         | Cruz Cristã                                                                           |
| Beco das Farinhas                           | Santa Maria Maior         |                                                                                       |
| Beco das Flores                             | Santa Maria Maior         |                                                                                       |
| Beco das Fontainhas                         | Alcântara                 |                                                                                       |
| Beco das Gralhas                            | Santa Maria Maior         |                                                                                       |
| Beco das Mil Patacas                        | Santa Maria Maior         |                                                                                       |
| Beco das Olarias                            | Santa Maria Maior         |                                                                                       |
| Beco das Pirralhas                          | Estrela                   |                                                                                       |
| Beco das Taipas                             | Marvila                   |                                                                                       |
| Beco de Domingos Tendeiro                   | Belém                     | Domingos Álvares ou Alves                                                             |
| Beco de Estêvão Pinto                       | Campolide                 | Estêvão Pinto                                                                         |
| Beco de Francisco André                     | Misericórdia              | Fracisco André                                                                        |
| Beco de João Alves                          | Ajuda                     | João Alves                                                                            |
| Beco de Maria da Guerra                     | Santa Maria Maior         | Maria da Guerra                                                                       |
| Beco de Maria Luísa                         | Arroios                   |                                                                                       |
| Beco de Santa Helena                        | Santa Maria Maior         | Santa Helena de Constantinopla                                                        |
| Beco de Santa Marta                         | Santo António             | Santa Marta                                                                           |
| Beco de Santa Quitéria                      | Campo de Ourique          | Santa Quitéria                                                                        |
| Beco de São Francisco                       | Santa Maria Maior         | São Francisco                                                                         |
| Beco de São Lázaro                          | Arroios                   | São Lázaro de Betânia                                                                 |
| Beco de São Luís da Pena                    | Arroios Santa Maria Maior | São Luís                                                                              |
| Beco de São Marçal                          | Santa Maria Maior         | São Marçal de Limoges                                                                 |
| Beco de São Miguel                          | Santa Maria Maior         | Arcanjo São Miguel                                                                    |
| Beco do Alegrete                            | Santa Maria Maior         | Palácio dos Marqueses do Alegrete                                                     |
| Beco do Alfurja                             | Santa Maria Maior         |                                                                                       |
| Beco do Almotacé                            | Santa Maria Maior         |                                                                                       |
| Beco do Arco Escuro                         | Santa Maria Maior         | Arco Escuro                                                                           |
| Beco do Azinhal                             | Santa Maria Maior         |                                                                                       |
| Beco do Batalha                             | Campo de Ourique          |                                                                                       |
| Beco do Belo                                | Santa Maria Maior         |                                                                                       |
| Beco do Benformoso                          | Santa Maria Maior         |                                                                                       |
| Beco do Borralho                            | Arroios                   | António de Moura Borralho                                                             |
| Beco do Bugio                               | Santa Maria Maior         |                                                                                       |
| Beco do Caldeira                            | Misericórdia              |                                                                                       |
| Beco do Carneiro                            | Santa Maria Maior         |                                                                                       |
| Beco do Carrasco                            | Misericórdia              |                                                                                       |
| Beco do Casal                               | Campo de Ourique          |                                                                                       |
| Beco do Cascalho                            | Santa Maria Maior         |                                                                                       |
| Beco do Castelo                             | Santa Maria Maior         |                                                                                       |
| Beco do Chanceler                           | Santa Maria Maior         | Pedro Salgado, chanceler de D. Dinis ou Simão Gonçalves Preto, chanceler-mor do reino |
| Beco do Chão Salgado                        | Belém                     | Terrenos do Duque de Aveiro, salgados aquando do processo dos Távoras                 |
| Beco do Colégio dos Nobres                  | Santo António             | Colégio dos Nobres                                                                    |
| Beco do Espírito Santo                      | Santa Maria Maior         | Espírito Santo                                                                        |
| Beco do Félix                               | Arroios                   |                                                                                       |
| Beco do Fogueteiro                          | Campo de Ourique          |                                                                                       |
| Beco do Forno                               | Santa Maria Maior         |                                                                                       |
| Beco do Forno (a São Paulo)                 | Misericórdia              |                                                                                       |
| Beco do Forno da Galé                       | Santa Maria Maior         |                                                                                       |
| Beco do Forno do Castelo                    | Santa Maria Maior         |                                                                                       |
| Beco do Forno do Sol                        | São Vicente               |                                                                                       |
| Beco do Funil                               | Santa Maria Maior         |                                                                                       |
| Beco do Funileiro                           | Estrela                   |                                                                                       |
| Beco do Garcês                              | Santa Maria Maior         |                                                                                       |
| Beco do Grilo                               | Beato                     |                                                                                       |
| Beco do Guedes                              | Santa Maria Maior         |                                                                                       |
| Beco do Hospital de Marinha                 | São Vicente               | Hospital de Marinha                                                                   |
| Beco do Imaginário                          | Santa Maria Maior         |                                                                                       |
| Beco do Índia                               | Arroios                   | Índia                                                                                 |
| Beco do Jasmim (S. Cristóvão / S. Lourenço) | Santa Maria Maior         |                                                                                       |
| Beco do Jasmim (Socorro)                    | Santa Maria Maior         |                                                                                       |
| Beco do Julião                              | Campo de Ourique          |                                                                                       |
| Beco do Leão                                | Santa Maria Maior         |                                                                                       |
| Beco do Loureiro                            | Santa Maria Maior         |                                                                                       |
| Beco do Machadinho                          | Estrela                   |                                                                                       |
| Beco do Maldonado                           | Santa Maria Maior         |                                                                                       |
| Beco do Maquinez                            | Santa Maria Maior         | Gaspar Costa de Ataíde                                                                |
| Beco do Marquês de Angeja                   | Santa Maria Maior         | Marquês de Angeja                                                                     |
| Beco do Melo                                | Santa Maria Maior         |                                                                                       |
| Beco do Mexias                              | Santa Maria Maior         | Mestre Gonçalo Mexia                                                                  |
| Beco do Mirante                             | São Vicente               |                                                                                       |
| Beco do Monte                               | Arroios                   | Monte de São Gens                                                                     |
| Beco do Monteiro                            | Campolide                 |                                                                                       |
| Beco do Norte                               | Carnide                   |                                                                                       |
| Beco do Olival                              | Estrela                   |                                                                                       |
| Beco do Outeirinho da Amendoeira            | Santa Maria Maior         |                                                                                       |
| Beco do Paiol                               | Campo de Ourique          |                                                                                       |
| Beco do Penabuquel                          | Santa Maria Maior         |                                                                                       |
| Beco do Petinguim                           | Arroios                   |                                                                                       |
| Beco do Pocinho                             | Santa Maria Maior         |                                                                                       |
| Beco do Quebra Costas                       | Santa Maria Maior         |                                                                                       |
| Beco do Recolhimento                        | Santa Maria Maior         |                                                                                       |
| Beco do Rosendo                             | Santa Maria Maior         |                                                                                       |
| Beco do Sabugueiro                          | Alcântara                 |                                                                                       |
| Beco do Salvador                            | São Vicente               | Jesus de Nazaré                                                                       |
| Beco do Surra                               | Santa Maria Maior         |                                                                                       |
| Beco do Tremoceiro                          | Estrela                   |                                                                                       |
| Beco do Viçoso                              | Ajuda                     |                                                                                       |
| Beco do Vigário                             | Santa Maria Maior         |                                                                                       |
| Beco do Vintém das Escolas                  | Benfica                   |                                                                                       |
| Beco do Xadrez                              | Ajuda                     |                                                                                       |
| Beco dos Aciprestes                         | Misericórdia              |                                                                                       |
| Beco dos Agulheiros                         | São Vicente               |                                                                                       |
| Beco dos Apóstolos                          | Misericórdia              | Apóstolos                                                                             |
| Beco dos Armazéns do Linho                  | Santa Maria Maior         |                                                                                       |
| Beco dos Beguinhos                          | São Vicente               |                                                                                       |
| Beco dos Birbantes                          | Arroios                   |                                                                                       |
| Beco dos Capachinhos                        | Estrela                   |                                                                                       |
| Beco dos Cativos                            | Santa Maria Maior         |                                                                                       |
| Beco dos Cavaleiros                         | Santa Maria Maior         |                                                                                       |
| Beco dos Clérigos                           | Santa Maria Maior         |                                                                                       |
| Beco dos Contrabandistas                    | Estrela                   |                                                                                       |
| Beco dos Cortumes                           | Santa Maria Maior         |                                                                                       |
| Beco dos Ferreiros                          | Santa Clara               |                                                                                       |
| Beco dos Fróis                              | Santa Maria Maior         |                                                                                       |
| Beco dos Galegos                            | Ajuda                     |                                                                                       |
| Beco dos Lóios                              | São Vicente               |                                                                                       |
| Beco dos Paus                               | Santa Maria Maior         |                                                                                       |
| Beco dos Peixinhos                          | São Vicente               |                                                                                       |
| Beco dos Ramos                              | Santa Maria Maior         |                                                                                       |
| Beco dos Surradores                         | Santa Maria Maior         |                                                                                       |
| Beco dos Toucinheiros                       | Beato                     |                                                                                       |
| Beco dos Três Engenhos                      | Santa Maria Maior         |                                                                                       |
| Beco dos Vidros                             | São Vicente               |                                                                                       |
| Beco Pato Moniz                             | Benfica                   | Nuno Álvares Pato Moniz                                                               |